# بانک ایده

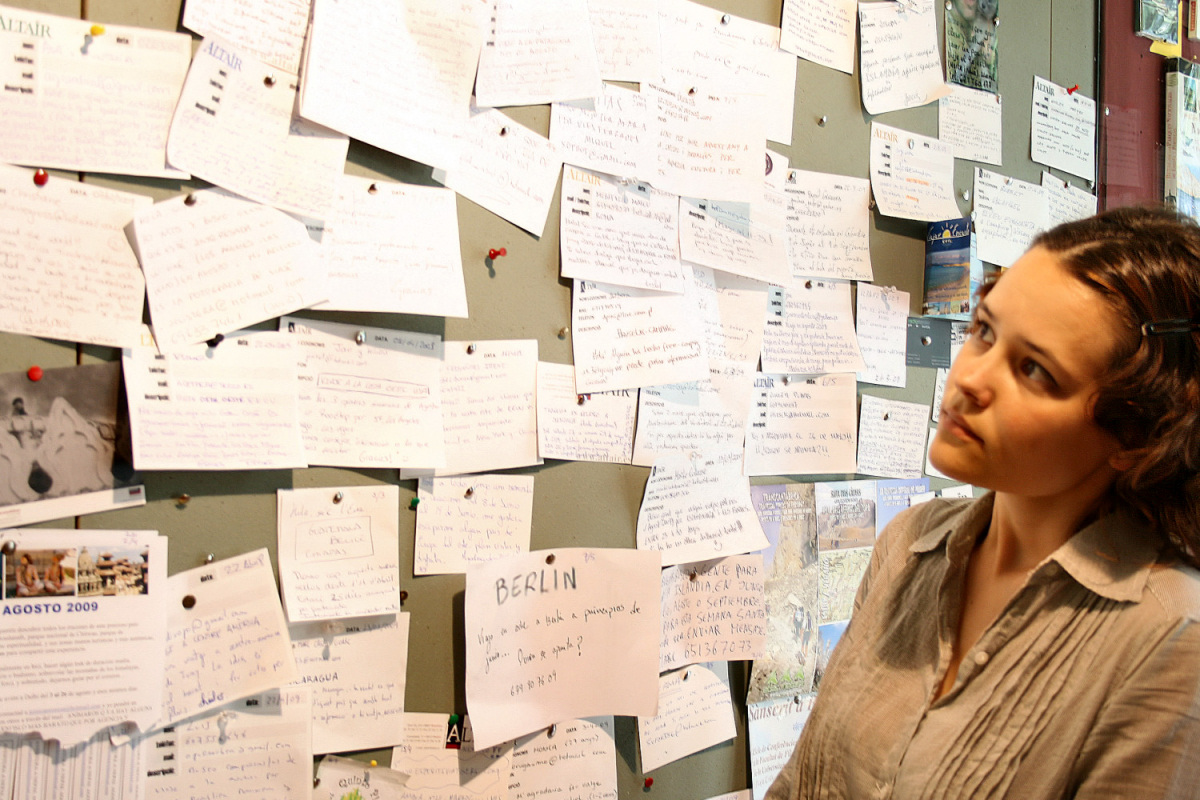
(بانک ایده)

بانک ایده‌ها یک وب‌ سایت است که در آن افراد ایده‌های جدید را ارسال، مبادله، بحث و پرداخت می‌نمایند.
برخی از بانک‌های ایده به منظور توسعه اختراع‌ها یا فناوری‌های جدید مورد استفاده قرار می‌گیرند. بسیاری از شرکت‌ها بانک ایده‌های داخلی را به منظور جمع‌آوری داده‌ها از کارمندانشان و بهبود روند ایده پردازی خود برپا کرده‌اند. برخی از بانک‌های ایده سیستم رأی‌گیری به منظور برآورد ارزش یک ایده به کار بسته‌اند. در برخی موارد، بانک ایده‌ها می‌تواند نسبت به همتایان جدی خود بیشتر طنزگرا یا به اصطلاح "خودمانی" باشد. نظریه اساسی بانک ایده این است که اگر یک گروه بزرگی از افراد در یک پروژه یا توسعه یک ایده همکاری کنند، در نهایت می‌توان گفت: پروژه یا ایده در چشم کسانی که بر روی آن مشغول به کارند به کمال می‌رسد.

بسیاری از بانک‌های ایده به صورت رایگان، یا در اطراف برخی شرکت‌ها عموماًَ جهت بسط اختراع‌ها جدید ارائه می‌شوند. اگر چه ایده‌ها توسط مجموعه‌ای از افراد ارانه می‌شوند، مشکلات زمانی به وجود می‌آیند که افراد ایده‌هایی را از سایت برداشته و شروع به توسعه دادن آن‌ها می‌نمایند. عملاً هیچ راه ممکنی وجود ندارد تا ثابت کنند که ایده موجود در بانک ایده‌ها بکر بوده و از جای دیگری برگرفته نشده‌است.
جلوه و ماحصل نوآوری کاملاً متمایز از مابقی مراحل فرایند نوآوری است. زمانی که بهترین ایده‌ها کشف شوند می‌توان آن‌ها را با استفاده از سیستم مدیریت پروژه مرحله محور، که در آن جریان کاری تعریف شده‌است، اداره نمود. جلوه نوآوری معمولاً به صورت "پیچیده" معرفی می‌شود، زیرا زمانی به بهترین نحو عمل می‌کند که یک سیستم اشتراکی، هرج و مرج، شکست و کشف غیر مترقبه ایده‌ها را پرورش دهد. اکثر ایده‌های ارائه شده از طریق جعبه پیشنهادها الکترونیکی به نوآوری افزایشی محدود شده‌است (انجام کارها به مانند همیشه اما بهتر). مشکلی در نوآوری افزایشی وجود ندارد، در واقع ایده‌هایی که منجر به پروژه‌های ناشی از نوآوری افزایشی می‌شوند معمولاً باعث کسب سود سریع یا صرفه جویی در هزینه می‌شوند. اما بسیاری از سازمان‌ها از سیستم‌های مدیریت ایده مشترک برای دستیابی به موفقیت یا نوآوری بنیادین استفاده می‌نمایند. (ایده‌هایی که می‌توانند به عنوان "خارج از جعبه تفکر" محسوب شوند)
جلوه پیچیده نوآوری با داشتن یک ابزار مشترک به عنوان ستون فقرات در پرورش فرهنگ نوآوری سازمان مفید واقع می‌شود. هر کس می‌تواند وارد سیستم شده، موضوع‌ها مورد توجه خود را به سایر کاربران ارسال نماید، اطلاعاتی جستجو کند، در مورد اطلاعاتی اظهار نظر کند، و کارشناسان سازمان را در موارد نیاز شناسایی نماید و در نتیجه همه افراد به خوبی اطلاع رسانی شوند. در این صورت، ابزار مشترک به عنوان یک سیستم مدیریت دانش ایفای نقش نموده و به شدت به شبکه‌های اجتماعی فیس بوک مانند شبیه‌است، با این تفاوت که همه در مورد کار صحبت می‌کنند. البته ابزار مشترک همچنین ارائه ایده‌ها را نیز می‌پذیرد. نرم‌افزار مدیریت ایده، این ایده‌ها را بوسیلهٔ روش‌های مانند آنچه ذکر می‌گردد مدیریت می‌کند: با اجازه دادن به دیگران برای اظهار نظر در مورد آنها، شکل دادن بیشتر به ایده، دسته‌بندی آن‌ها با ایده‌های مشابه (استفاده از قابلیت جستجوی شباهت نرم‌افزار مدیریت ایده) و پذیرش نوعی از طرح رأی‌گیری به منظور امتیاز دهی به ارزش یک ایده. سیستم‌های نرم‌افزاری مدیریت ایدهٔ بهتر، از یک الگوریتم جهت سنجش "حکمت جمعی" استفاده خواهند کرد که معیار فعالیت‌هایی از نوع رسانه‌های اجتماعی است. به‌طور کلی این بدین معنی است که بهترین ایده‌ها به‌طور خودکار ارتقا می‌یابند هنگامی که ترکیبی از اکثریت آراء، نظرها، بیشترین آرا در مورد نظرها، بیشترین بازدیدها، بیشترین "تعقیب مطلب ها"، بیشترین "هشدار ها"، بیشترین جلب علاقه‌مندی‌ها و دریافت بیشترین ایده‌های مشابه و... را دریافت می‌نمایند و همگی این‌ها در یک فرمول ریاضی جمع بندی شده تا مشخص گردد کدام ایده بهترین است. همانگونه که توسط گروهی از همکاران در این مورد سنجیده می‌شود.
ایده‌های ناخواسته به‌طور معمول منجر به نوآوری افزایشی می‌گردد. برای رسیدن نوآوری‌های اساسی و منجر به موفقیت، ایده سیستم مدیریت نیاز به افراط در برخی از هدایت استراتژیک با صدور چالش (و یا مبارزه‌های انتخاباتی یا بذر). در اصل پایین به بالا رشد تعهد سازمانی یک سیستم ایده مدیریت مشارکتی را کمی توسط برخی از بالا به زیر هدایت استراتژیک اداره می‌شود. این شرکت گفت: "ما خوشحالیم شما در حال صحبت کردن با هم، در حال حاضر ما را به نفع و بحث در مورد این...". آن‌ها برای ایده بخواهید برای رسیدگی به مسائل بزرگ از شرکت، به عنوان مثال "چگونه ما را شرکت" سبز "است. "چه باید آینده محصول جدید در آمریکا باشد"؟ بله